# Lusitánská válka
Lusitánská válka, řecky nazývaná Pyrinos Polemos ("ohnivá válka"), byla vlnou odporu lusitánských kmenů v provincii Hispania Ulterior proti postupujícím legiím Římské republiky v letech 155 až 139 př. n. l. Lusitánové se vzbouřili v roce 155 př. n. l. a znovu v roce 146 př. n. l., ale byli pokaždé poraženi. K válce lze přičíst i souběžné povstání v roce 143 př. n. l. v sousední provincii Hispania Citerior. Hrdinou lusitánského odboje se stal Viriathus, dodnes významný portugalský nacionální symbol. Válka byla důležitou fází v procesu integrace toho, co se stalo později Portugalskem, do římského a latinsky mluvícího světa.

## Průběh
Ve druhé punské válce Římská republika porazila Kartágo a jeho kolonie na pobřeží Středozemního moře na Pyrenejském poloostrově. To znamenalo první vpád Římanů na poloostrov a možná i první střet mezi Lusitánci a Římany, protože lusitánští žoldnéři bojovali během punských válek na kartaginské straně. V roce 194 př. n. l. vypukla první regulérní válka mezi Římany a Lusitány. Do roku 179 př. n. l. se Římanům podařilo region zpacifikovat a podepsali s Lusitány mírovou smlouvu.
Lusitánská válka začala v roce 155 př. n. l., kdy lusitánský vůdce Punicus zaútočil na sousední země patřící k římským poddaným. Při tomto nájezdu Lusitánci zabili 6000 Římanů, včetně kvestora jménem Terentius Varro. Po tomto prvním vítězství uzavřeli spojenectví s Vetony. Lusitánové a Vetonové pak společně oblehli Blastofénícii, fénickou osadu podřízenou Římu. Punicus byl během tohoto obležení zabit a byl nahrazena Caesarusem.
Řím poslal proti vzbouřencům vojenskou výpravu vedenou Luciem Mummiem. Caesarus jím byl zpočátku zatlačen, ale při útěku se mu podařilo zvrátit bitvu a nakonec zabil 9000 Římanů. Mummius použil svých 5000 zbývajících vojáků k překvapivému protiútoku, při němž velké množství Lusitánců zahynulo. Mezitím Lusitánové na druhé straně řeky Tajo, vedení Caucenusem, napadli Kinety, kteří byli poddaní Říma, a dobyli kinetské hlavní město Conistorgis. Někteří z Lusitanů pak vpadli do severní Afriky a oblehli město Ocile. Mummius i tuto druhou skupinu pronásledoval do Afriky a rozbil jejich obležení. Po návratu do Říma si tak připsal triumf. Povstání však definitivně poraženo nebylo, v čele římských vojsk na Pyrenejském poloostrově Mummia nahradil Marcus Atilius, který dobyl největší město Oxthracae. To vyděsilo sousední kmeny, včetně vzbouřených Vetonů, kteří pak nabídly svou kapitulaci. Tím byla první fáze lusitánské války skončena.

Během zimy roku 152 př. n. l. se Lusitánci znovu vzbouřili a oblehli některé římské poddané. Servius Galba, nástupce Atilia, přispěchal poddaným na pomoc. Po počátečním vítězství byl Galba poražen při pokusu pronásledovat prchající lusitánské síly. Asi 7000 Římanů při tom bylo zabito, což přinutilo Galbu uchýlit se do osady zvané Carmone. Galba znovu shromáždil své síly a přezimoval v Conistorgis. Lucullus v té době zimoval v Turditanii. Právě Lucullovy síly obnovily útok na Lusitány, přičemž zabily 4000 lidí. Poté se vylodily poblíž Cádizu, zabily dalších 1500 Lusitánců a zahájili invazi do Lusitánie, k níž se vzápětí připojil i Galba. Invaze přiměla Lusitány, aby poslali vyjednávače ke Galbovi se záměrem obnovit mírovou smlouvu, kterou uzavřeli s Atiliem v roce 152 př. n. l. Galba předstíral, že přijímá příměří a slíbil dokonce podrobeným půdu. Lusitánci se poté shromáždili na místě určeném Galbou, kde složili zbraně. Vzápětí je Galba nechal pobít. Viriathus byl jedním z mála Lusitánců, kterým se podařilo při tomto masakru utéct. 

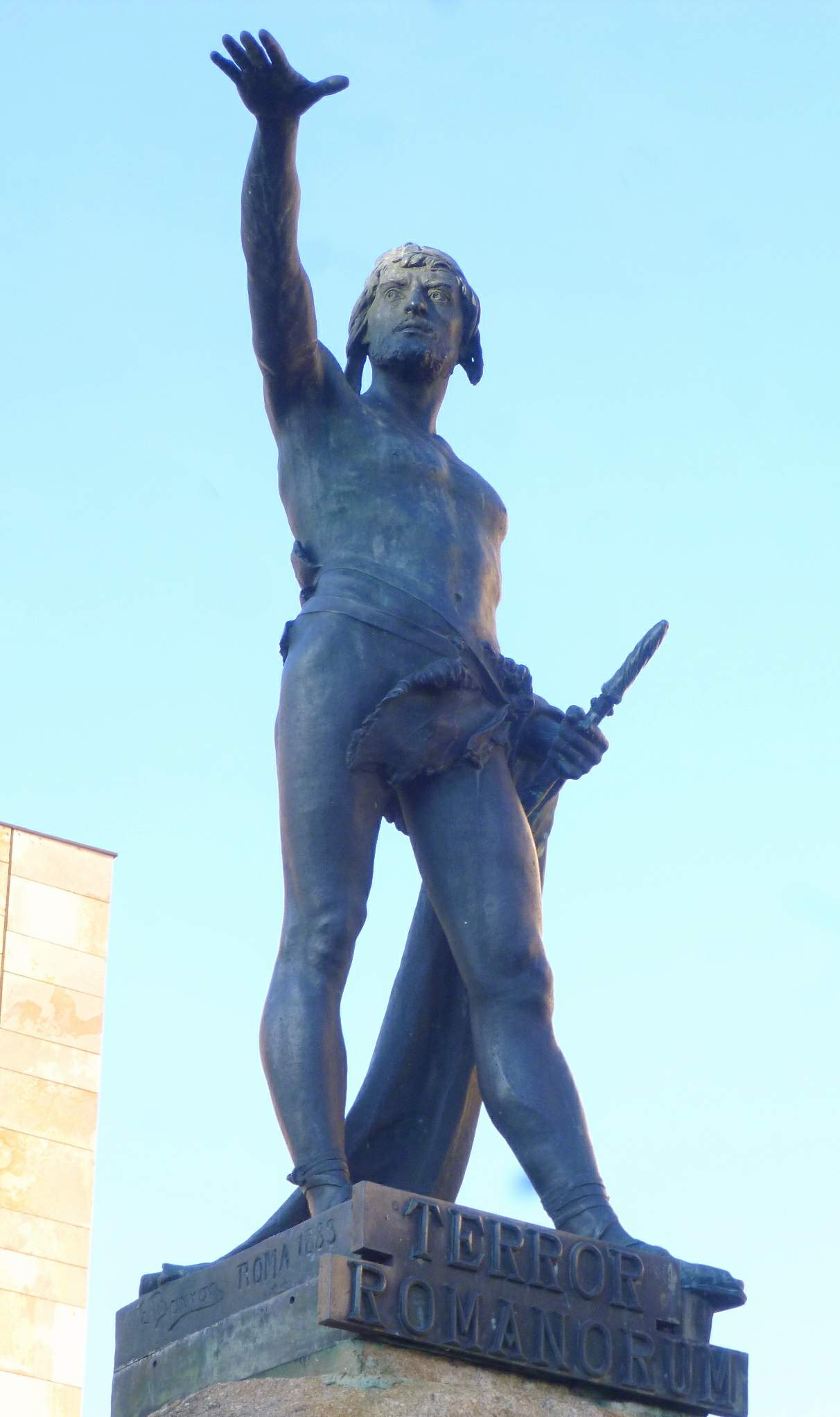
Viariathova socha v Zamoře

V roce 148 př. n. l. Lusitánové znovu shromáždili 10 000 bojovníků a napadli Turdetanii. Římané vyslali Gaia Vetilia, aby se s rebely vypořádal. Měl k dispozici zhruba stejnou sílu jako Lusitánové. Vetilius Lusitánce porazil a nabídl jim mírovou smlouvu. Viriathus však připomněl svým soukmenovcům zradu Římanů, jíž byl očitým svědkem, a varoval je před jakoukoli dohodou. Lusitánci si pak zvolili Viriatha za svého vůdce a vymysleli plán útěku. Zorganizovali se, jako by šli do bitvy, ale pak k překvapení Římanů prchli všemi směry a později se znovu shromáždili na dohodnutém místě, ve městě Tribola. Vitilius, když viděl, jak se lusitanské síly rozutíkávají, zaútočil, ale 1000 elitních bojovníků okolo Viriatha postup desetitisícové římské legie na dva dny zadrželo a ostatní Lusitánové tak mohli uprchnout. Úspěch Viriathova plánu přesvědčil sousední kmeny, aby vyslaly posily.
Viriathus získal rychle věhlas v celém římském světě jako legendární bojovník a vzbouřenec. Slovy Theodora Mommsena: „Vypadalo to, jako by se v tomto zcela prozaickém věku znovu objevil jeden z homérských hrdinů.“ V roce 148 př. n. l. Vitilius dospěl se svými legiemi k Tribole. Viriathovy síly však Římany přepadly. 4000 Římanů při tom bylo pobito či zajato. Zbývajících 6000 uprchlo do Carpessu. Sám Vitilius byl při lusitánském útoku zabit. Dle oblíbené legendy nebyl zajat, neboť jako starý a tlustý muž neměl jako případný otrok cenu. Římané požádali o posily spojenecké kmeny Bellů a Titů, ale Lusitánové 5000 z nich v následných potyčkách zabili.
V roce 146 př. n. l. Viriathus vpadl do Carpetanie. Poté dorazil v čele římských legií Gaius Plautius Hypsaeus, s 10 000 pešáky a 1300 jezdci. I Plautius byl však Viriathem poražen.
V roce 145 př. n. l. byl Římem vyslán do Lusitánie generál Quintus Fabius Maximus Aemilianus. Díky tomu, že právě skončily války proti Kartágu a Řecku, se Maximovi podařilo shromáždit velkou sílu: 15 000 pěších bojovníků a 2000 jezdců. Římské síly se shromáždily v Orso a často se s Lusitány střetávaly, ovšem k velké a rozhodné bitvě nedošlo. V roce 144 př. n. l. Maximus zaútočil na Viriatha a přiměl ho k útěku, přičemž následně dobyl dvě z jeho měst. Maximus pronásledoval Viriatha na místo zvané Baecor, zabil mnoho jeho mužů, ale nedokázal Viriatha zajmout. Maximus pak přezimoval v Córdobě a poté odešel do Říma. Byl nahrazen Quintem Pompeiem Aulusem.
V roce 143 př. n. l. se Viriathovi podařilo přesvědčit několik keltských a keltoiberských kmenů, aby se vzbouřily proti Římanům. Toto povstání se někdy nazývá numantinská válka. Poté se Viriathus střetl s Quintem. Zabil 1000 Quintových mužů, vyhnal posádku Ittucy a přepadl Bastetani. Quintus přezimoval v Córdobě.
V roce 142 př. n. l. nahradil neúspěšného Quinta Fabius Maximus Servilianus, který přivedl dvě nové legie a další spojence, celkem 18 000 příslušníků pěchoty a 1600 bojovníků na koních. Do bojů se vrátil i Maximus, posílen mj. deseti slony z Afriky. Právě Maximus zaútočil na Viriatha. Ten dokázal pobít 3000 Římanů a zahnat je zpět do tábora. Poté donutil Římany i k ústupu do Ituccy. Maximus pak vpadl do pěti měst lusitánských spojenců v Baeturii. Poté obdobně napadl Kinety.
Následně se Maximus vydal znovu pronásledovat Viriatha, ale byl napaden desetitisícovou lusitánskou armádou vedenou Curiem a Apuleiem. Curius byl v bitvě zabit a Maximovi se podařilo dobýt lusitánská města Escadia, Gemella a Obolcola. Maximus také zajal asi 10 000 mužů. 500 z nich sťal a zbytek prodal jako otroky. Viriathus však vzápětí napadl Maximovu armády odpočívající v Erisaně. Porazil Římany a požádal o ukončení války. Maximus souhlasil a podepsal mírovou smlouvu.
V roce 140 př. n. l. nastoupil na Maximovo místo Fabius Maximus Caepius a napsal do Říma stížnost na smlouvu uzavřenou s Viriathem, o níž prohlásil, že není hodna římského lidu. Senát nedovolil oficiálně Caepiovi smlouvu porušit, ale schválil mu tajné vojenské operace. Caepius tak dobyl město Arsa a vyhrál bitvu nad Viriathem, který uprchl do Carpetanie. Caepius pak zaútočil na Vetony a zničil jejich úrodu.

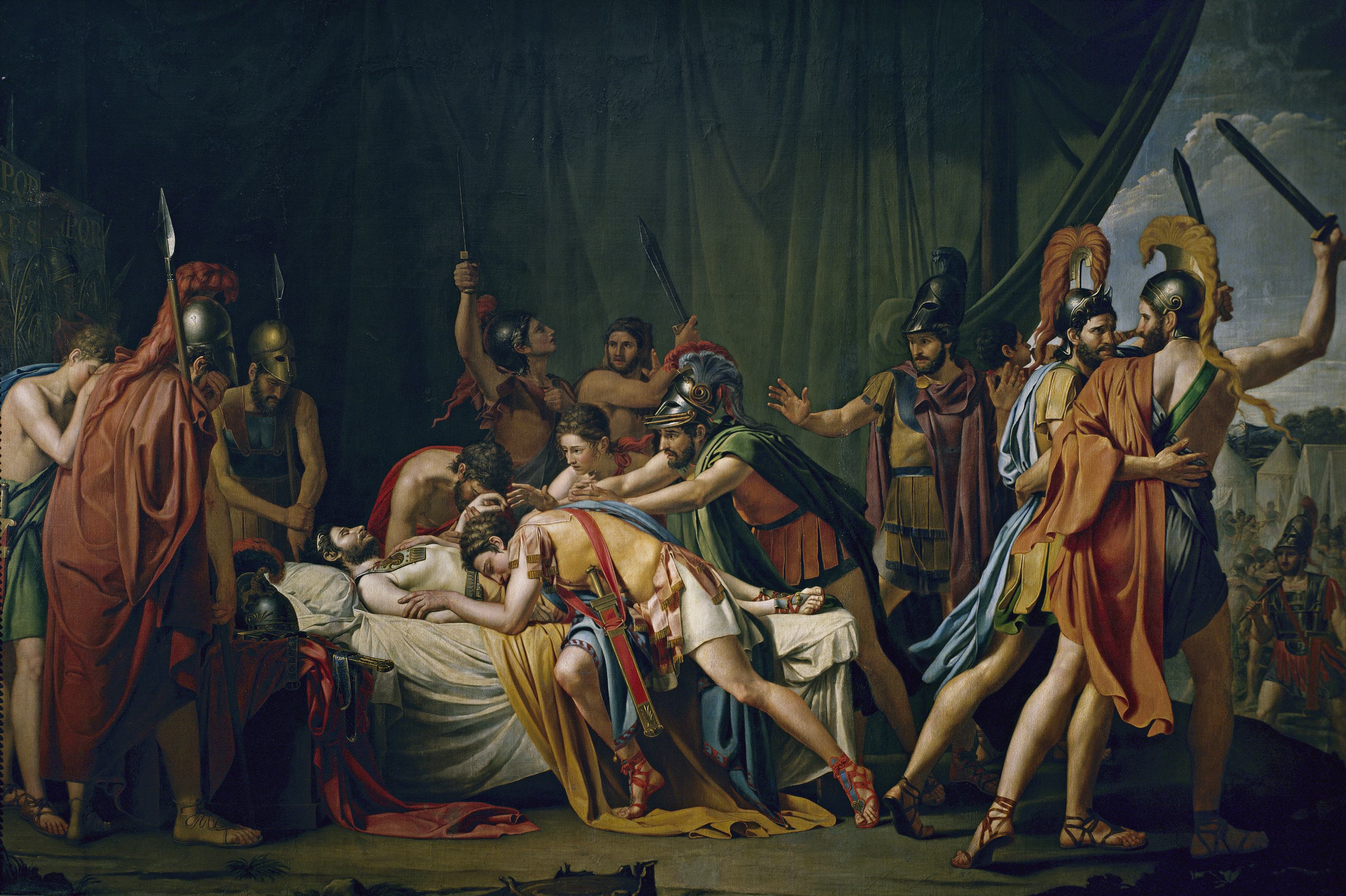
Viriathova smrt, obraz José de Madraza

Poté Viriathus poslal své nejdůvěryhodnější přátele Audaxe, Ditalcuse a Minuruse, aby s Caepiem vyjednali mírovou smlouvu. Caepio je však podplatil, aby Viriatha zavraždili. Viriathus spal málo a vždy ve svém brnění, ale jeho nejbližší přátelé měli dovoleno kdykoli vstoupit do jeho stanu, aby mohl být co nejdříve povolán do bitvy. Ti toho zneužili, vstoupili do jeho stanu a ve spánku mu podřízli hrdlo. Viriathus byl nalezen mrtvý až ráno, dlouho poté, co atentátníci utekli. Oblíbená pověst říká, že je zadržel a popravil římský generál Servilius Caepio, přičemž prý prohlásil, že „Řím neplatí zrádce“.
V čele lusitánských vojsk nahradil Viriatha Tautalus. Jeho pokus přepadnout Saguntum se však nezdařil. Při návratu, po překročení řeky Guadalquivir, byla Tautalova armáda napadena Caepiem a poražena. Lusitánové byli přinuceni přijmout poddanství Římu. To znamenalo konec lusitanské války.
Následovalo období relativního míru. Lusitánové se znovu vzbouřili proti Římanům až v letech 80-72 př. n. l. (tzv. sertoriánská válka), když zrekrutovali psance bývalého generála Sertoria.